# André Serre-Milan
André Serre-Milan est un compositeur et enseignant en musique contemporaine.
Il reçoit un prix de composition instrumentale de la classe de Philippe Manoury au Conservatoire national supérieur de musique de Lyon. Il est membre de la Société internationale pour la musique contemporaine et de la Sacem.

## Activité
- 2010 : Silence! Histoire lue, jouée, entendue, chantée d'Olivier Cohen in Si l'Orchestre m'était conté  pour France Musique : avec Karin Viard récitante, Orchestre Philharmonique de Radio France[1].

### Discographie
- Avec Yé Lassina Coulibaly :
  - IDO ATTITUDE CD Autoproduction CREA / SIYA 2003 / 2004,
  -  DUO FRISSONORE , électroacoustique CD  label SIGNATURE de Radio France.
- avec  Girard - Bouchot - Condé - Chouillet - Thilloy - Komives, A quatre voix, Lionel Peintre, Baryton – Catherine Cournot, piano, CD  Maguelone – La Péniche Opéra (2005).
- 3 Rêves,  avec  Marc Monnet, Pascal Contet, label SIGNATURE de Radio France.
- Avec l'Ensemble Odysée : 
  - Mémoire d’Anges,
  - Ouverture pour quintette de cuivres.
- Peau d’Âne, musique pour le livre disque racontée par Raconté par Cécile de France à Thierry Magnier, 2005.
- Barbe bleu, musique pour le livre disque racontée par Raconté par Cécile de France à Thierry Magnier, 2005.
- Les animaux et l'arche, musique pour le livre disque racontée par Raconté par Philippe Noiret, Allain Bougrain-Dubourg, Frémeaux et Associés 2001.
- Robinson Crusoë, musique pour le livre disque racontée par Raconté par Claude Rich, Hassan Kouyaté, Frémeaux & Associés 2002.
- L'Alchimiste, musique du roman de Paulo Coelho raconté par Jean-Pierre Cassel, Rachida Brakni, Michel Duchaussoy, Guillaume Canet  chez Textivore, 2004.